# Paradoxon vom Fuder Hirse
Das Paradoxon der fallenden Hirse des griechischen Philosophen Zenon von Elea ist, im Gegensatz zu seinen anderen Paradoxa, ein bloßer logischer Nachweis von Wahrnehmungsgrenzen.
Wenn ein fallendes Fuder Hirse ein Geräusch macht, so auch jedes einzelne Korn. Wenn nämlich das Korn kein Geräusch macht, so auch das Fuder nicht. Denn die Größe des Korns steht in einem Verhältnis zur Größe des Fuders. Gleiches muss dann für die Geräusche gelten.
Hierbei handelt es sich nicht um ein Paradoxon, sondern um den logischen Nachweis, dass kleine fallende Körper Geräusche erzeugen, die nicht wahrgenommen werden können.
Ein einzelnes fallendes Hirsekorn erzeugt tatsächlich ein Geräusch. Der menschliche Hörsinn kann dieses Geräusch jedoch nicht wahrnehmen. Die Ursache dieses Phänomens ist die Empfindlichkeit des menschlichen Hörsinns, die auch als Hörschwelle bezeichnet wird.